# Évidence
Pour les articles homonymes, voir Evidence.
Une évidence est ce qui s'impose à l'esprit comme une vérité ou une réalité, sans qu'il soit besoin d'aucune preuve ou justification. Le mot évidence vient du latin "videre" (voir).

## Histoire du concept d'évidence
Pour Descartes, l'évidence est la marque de la vérité, l'illustration la meilleure étant les mathématiques mais se retrouvant aussi dans toute science, et pouvant l'être dans toute discipline où l'on peut passer de l'errance (désaccord) des esprits à l'évidence qui les accorde, rompant ainsi avec la méthode scolastique de la recherche de la vérité.
Leibniz fera une critique radicale de cette conception cartésienne, montrant des « erreurs mémorables » que Descartes avait déduites de ses évidences, il y voit une simplification, une méthode approximative, aux conséquences funestes pour la vérité scientifique. Les idées de Descartes sur l'évidence ne s'en relèveront pas.

## Les différentes formes d'évidences

### Évidence métaphysique
L'évidence est toujours l'évidence d'un donné. « Non seulement la forme évidente est nécessairement donnée (offerte, reçue), mais elle est en outre simplement et totalement donnée [...] n'est pas composée de parties hétérogènes qui devraient être maintenues ensemble par un acte synthétique [...] ne comprend en elle aucune partie qui serait cachée, c'est une donation totale et immédiate [...] toute évidence est une intuition [...] l'évidence peut être temporairement occultée par une vision courante qui semble naturelle [...] une fois enlevé ce qui la voile elle est immédiate sans intermédiaire [...] enfin la forme évidente se donne comme étant déjà là avant d'être découverte » écrit Robert Legros dans sa contribution à la revue Épokhé

### Évidence phénoménologique
« Dans l'évidence au sens large, nous avons l'expérience d'un être et de sa manière d'être ; c'est donc qu'en elle le regard de notre esprit atteint la chose même [...] L'évidence parfaite et son corrélatif la vérité se présentent comme une idée inhérente à la tendance de connaître, de remplir l'intention signifiante » écrit Husserl
Pour Jean-François Lavigne, Husserl dégage dans ses Méditations cartésiennes deux propriétés intentionnelles remarquables du vécu d'évidence :
- « L'évidence est un phénomène originaire universel de la vie intentionnelle [...], l'évidence représente le telos fonctionnel qui oriente toute la vie intentionnelle, parce que tout acte intentionnel, simplement en tant que tel est finalisé, en vertu de son essence, par une tendance interne à culminer dans l'intuition plénière de son objet ».
- « L'évidence est le mode de conscience spécifique où la subjectivité expérimente directement sous la forme d'une synthèse de remplissement intuitif l'objet lui-même ».

### Évidence terminale
On appelle évidence terminale une évidence qui intervient à la fin d'un processus : le doute. C'est en fait une idée qui a résisté au doute.
Contrairement à l'évidence immédiate, qui peut être ce dont on ne peut pas douter parce qu'on ne le veut pas, l'évidence terminale est ce dont je ne peux pas douter car je ne le peux plus : on sait qu'on est arrivé à une évidence terminale quand la volonté de douter bute sur ce qui résiste, qui est indubitable (mais seulement si elle est le résultat d'un doute).

### Évidence immédiate
On appelle évidence immédiate quelque chose qui nous paraît évident (au moins dans l'immédiat), semble aller de soi. Ce que l'on est spontanément porté à tenir pour vrai relève de l'évidence si nous ne sommes pas amenés à le remettre en cause. Dans le langage courant, on désigne un fait ou un phénomène tenu pour évident par l'expression « ça crève les yeux ».

## En sciences
Dans le troisième tiers du XXe siècle, et en probabilité, le terme évidence s'est aussi vu utiliser en français comme traduction du weight of evidence ("poids de témoignage") de l'inférence bayésienne, et s'inscrit comme une extension quantitative commode du mot initial, fidèle au même concept.[réf. nécessaire]